# Sebastian Lander
Sebastian Lander (Køge, 11 de març de 1991) és un ciclista danès, professional des del 2011. Actualment corre a l'equip GM Europa Ovini i en el seu palmarès destaca el campionat nacional en ruta del 2012.

## Palmarès en carretera
- 2008
  - 1r al Gran Premi General Patton i vencedor d'una etapa
  - Vencedor d'una etapa al Giro de la Toscana júnior
  - Vencedor d'una etapa al Trofeu Karlsberg
- 2009
  - Vencedor d'una etapa a la Tre Ciclistica Bresciana
- 2010
  - Vencedor d'una etapa a la Copa de les Nacions Vila de Saguenay
- 2012
  -  Campió de Dinamarca en ruta
  -  Campió de Dinamarca sub-23 en ruta
  - 1r a la Post Cup
  - 1r a la Skive-Løbet
  - Vencedor d'una etapa a la Copa de les Nacions Vila de Saguenay

### Resultats a la Volta a Espanya
- 2013. No surt (13a etapa)

## Palmarès en pista
- 2009
  -  Campió del món júnior en Puntuació
- 2010
  - 1r a la UIV Cup de Copenhaguen (amb Christian Kreutzfeldt)